# 5970 Ohdohrikouen
5970 Ohdohrikouen è un asteroide della fascia principale. Scoperto nel 1991, presenta un'orbita caratterizzata da un semiasse maggiore pari a 2,2030112 UA e da un'eccentricità di 0,1630340, inclinata di 4,32593° rispetto all'eclittica.